# Solar's Emotion Part 6
Solar's Emotion Part 6 é o EP de estreia da cantora sul coreana Solar, que é a líder e vocalista principal do grupo sul-coreano, Mamamoo. O EP foi lançado em 24 de Abril 2018 pela Rainbow Bridge World, o primeiro single do EP foi a faixa-título Tears Falling.

## Faixas
| N.º            | Título                               | Compositor(es)         | Duração |  |
| 1.             | "Where The Wind Blows"               | Solar;Kim Kwang Seok   | 3:13    |  |
| 2.             | "Tears Falling"                      | Moriyama Ryoko;Shinmin | 4:16    |  |
| 3.             | "It's been A long Time"              | Lee Jeong Hee          | 4:06    |  |
| 4.             | "Star Wind Flower Sun" (Versão Solo) | Solar                  | 3:31    |  |
| Duração total: | Duração total:                       | Duração total:         | 14:66   |  |